# A Voice for Men
A Voice for Men é uma organização ativista online e uma publicação fundada em 2009 por Paul Elam. É parte do movimento pelos direitos dos homens e chama seu ativismo "ativismo de direitos humanos dos homens". Seu lema  é "Contra-teoria humanista na era da misandria" e sua linha editorial é fortemente antifeminista, acusando feministas de serem misândricas. Para combater o que vê como um sistema  contra os homens, A Voice for Men criou o que afirma ser um lugar seguro para os homens para expressar sua raiva contra esse sistema, moderando apenas contra ameaças de violência, enquanto os críticos acreditam que o site é apenas um local reacionário contra o feminismo e pode até abraçar o fanatismo que afirma evitar.
A Voice for Men por vezes tem sido acusado de ser uma publicação controversa ou misógina por várias mídias, entre elas: o The New York Times , o Southern Poverty Law Center, o The Week, a ABC 20/20 tanto em mídia impressa como em vídeo, o Maclean, o The Daily Beast, e Huffington Post Living. Uma cobertura menos crítica para A Voice for Men e sua equipe incluiu uma manifestação no Huffington Post Live, outra no Chill Media, e outra no The Register.
A organização apresenta artigos regulares sobre temas afetando questões de homens e meninos, incluindo a educação, a circuncisão, a falta de moradia, estupro, falsas acusações de estupro, violência doméstica, as alegações de violência doméstica, promovendo abortos financeiros, fraude de paternidade, misandria cultural, parcialidade da imprensa , a crítica e a sátira do que ele afirma ser posições modernas feministas e conservadorismo cultural, e outras publicações que analisam questões dos homens, como o The Good Men Project (onde tem freqüentemente reimpresso artigos que The Good Men Project tem recusado ou retirado de seu local completamente). Ele roda vários programas de rádio, incluindo AVfM Notícias e Ativismo, Honeybadger Radio, The Voice of Europe, e Revelations com Erin Pizzey. Esses shows já foram transmitidos através BlogTalkRadio, mas a plataforma foi transferido para Live365 no início de 2014.
A partir de 03 abril de 2014, A Voice for Men tem no Alexa um ranking de 35.375 em todo o mundo e 11.392 nos Estados Unidos. Além de programas de rádio e artigos de primeira página, ele também possui fóruns, moderados por Al Martin. Ele também possui um grupo chamado Comitê de Responsabilidade Judicial, que procura investigar e divulgar casos de homens que considera ter sido falsamente acusado pelo sistema judicial criminal ou de família.
Contribuintes e editores incluem Erin Pizzey (pioneira dos primeiros abrigos de mulheres), Paul Elam, Dean Esmay, e John Hembling. Pessoas notáveis que contribuíram com artigos incluem Warren Farrell, Helen Smith (psicóloga), Barbara Kay e Miles Groth. Ele inclui escritores de notícias que abrangem questões dos homens, no Canadá (Jim Byset), Estados Unidos (Robert O'Hara), o Reino Unido (John Ridgeway), Austrália (Greg Canning), Europa (Lucian Valsan) e Índia (Anil Kumar) .
Em Dezembro de 2013 foi inaugurada o A Voice For Men - Brasil[ligação inativa], a versão brasileira da organização, que tem filiais em vários países.